# Waiting for Tonight
"Waiting for Tonight" é uma canção originalmente gravada pelo trio feminino 3rd Party para o álbum de 1997, Alive. A cantora americana Jennifer Lopez gravou uma nova versão para o seu álbum de estreia, On the 6 de 1999, lançando essa canção como o terceiro single de seu álbum. Essa música tem mais duas versões que também foram lançadas, uma versão remix feita por Hex Hector, e uma versão em espanhol chamada, "Una Noche Más" (em português: "Uma Noite Mais") essa versão também foi incluída no álbum On the 6.

## Videoclipe
A música tem três videoclipes diferenciados, um para a versão normal, outro para a versão em espanhol e outro para a versão remix da música, todos os videoclipes foram dirigidos por Francis Lawrence. O clipe acontece em um ambiente natural semelhante a uma floresta onde está acontecendo uma festa no révelon de 1999 para 2000, o clipe também retratou o Bug Y2K que estava previsto para acontecer com a chegada do ano 2000.

## Faixas e formatos
Austrália CD single
1. "Waiting For Tonight" (Hex's Momentous Club Mix) – 11:15
2. "Waiting For Tonight" (Hex Hector Dub) – 6:31
3. "Waiting For Tonight" (Metro Club Mix) – 5:54
4. "Waiting For Tonight" (Pablo Flores Miami Mix) – 10:01
5. "Waiting For Tonight" (Hex's Momentous Edit) – 4:34

Europa CD single
1. "Waiting For Tonight" (Album Version) – 4:06
2. "Waiting For Tonight" (Pablo's Miami Mix Radio Edit - Spanglish) – 3:59

## Prêmios e indicações
| Ano  | Prêmiação                        | Categoria                      | Resultado |
| ---- | -------------------------------- | ------------------------------ | --------- |
| 2000 | Grammy Awards                    | Melhor Gravação Dance          | Indicado  |
| 2000 | International Dance Music Awards | Melhor Vídeo Dance             | Venceu    |
| 2000 | MTV Video Music Awards           | Melhor Vídeo Dance             | Venceu    |
| 2000 | MTV Video Music Awards           | Melhor Coreografia em um Vídeo | Indicado  |
| 2000 | MVPA Awards                      | Melhor Cabelo                  | Venceu    |
| 2000 | MVPA Awards                      | Vídeo Pop do Ano               | Indicado  |
| 2000 | My VH1 Music Awards              | Vídeo Mais Sexy                | Indicado  |